# Kongress von Soummam
Der Kongress von Soummam (französisch Congrès de la Soummam; arabisch مؤتمر الصومام, DMG Muʾtamar aṣ-Ṣūmām) war ein geheimer Kongress von Teilen der Nationalen Befreiungsfront (FLN) in Algerien, der 1956 im Tal des Soummam in der Kabylei stattfand.

## Der Kongress
Auf Initiative von Abane Ramdane wurde am 20. August 1956 im Douar Ighbal ein geheimes Treffen einberufen. Ein Douar ist eine von einer einzigen Großfamilie bewohnte Streusiedlung im Maghreb. Es war der erste Kongress der FLN. Dabei wurde die Gründung des Conseil national de la révolution algérienne (CNRA) beschlossen. Vertreter der FLN aus vier der damals nur fünf Wilayat Algeriens reisten an und einigten sich auf vier Prinzipien:
1. Der politische Arm der FLN bestimmt über den militärischen Arm der FLN.
2. Die innenpolitischen Ziele haben Vorrang vor den außenpolitischen Zielen.
3. Jeder Ansatz zur Verwirklichung einer islamischen Theokratie wird abgelehnt.
4. Jedes Bündnis mit ausländischen staatlichen Akteuren wird abgelehnt.

Ihre außenpolitische Haltung begründeten die anwesenden Mitglieder mit dem Grundsatz: „[Die Bewegung] leistet weder Kairo, noch London, noch Moskau, noch Washington Gefolgschaft.“

## Die Reaktionen
Weil längst nicht alle Fraktionen der FLN am Kongress von Soummam anwesend waren, vertieften sich bestehende Streitigkeiten. Die abwesenden Gruppen sahen den Kongress als interne Machtergreifung der Kabylen in den Reihen der FLN. Bedeutende Kader in den Wilayat 1 und 5 fehlten in Soummam. Zudem kritisierte ein Großteil der sogenannten Délégation extérieure der FLN den Kongress, mit Ausnahme von Hocine Aït-Ahmed.
Der härteste Kritiker des Kongresses war der spätere Staatspräsident Ahmed Ben Bella, der sich zu diesem Zeitpunkt in Kairo aufhielt. Er bemängelte, dass seiner Meinung nach dem Kongress die Repräsentativität fehle und begründete dies mit der Abwesenheit der Gruppen aus Oran, Aurès / Nemencha und der Délégation extérieure. Das unabhängige Algerien sah er durchaus als Staat mit islamischen Institutionen, und die Programmpunkte 1 und 2 lehnte Ben Bella sehr grundsätzlich ab. Ben Bella wollte dem ägyptischen Vorbild folgen. Abane Ramdane sprach er das Recht ab, solche Initiativen zu ergreifen, weil dieser im November 1954 bei den Angriffen gegen Frankreichs Armee, die den Algerienkrieg ausgelöst hatten, keine führende Rolle gehabt habe.
Tatsächlich gelang es den Kritikern den Kongress rückgängig zu machen. Eine im August 1957 durchgeführte zweite Sitzung des Conseil national de la révolution algérienne (CNRA) hob die Programmpunkte 1 und 2 der Veranstaltung vom Vorjahr wieder auf. Noch 30 Jahre später sprach Ben Bella in einer 1987 erschienenen Stellungnahme voller Groll über Ramdane und dessen Laizismus, den er als „Barbarei und Abwendung vom Islam“ bezeichnete. Ramdane wurde im Dezember 1957 das Opfer eines politischen Mordes. Ben Bella zufolge soll der Kongress ein Grund für den Mord gewesen sein.